# Jakub Grygar
Jakub Grygar (* 9. května 1972) je český sociální antropolog, v současné době působící jako vedoucí Katedry sociologie Institutu sociologických studií Fakulty sociálních věd Univerzity Karlovy (zkráceně ISS FSV UK).

## Život a studium
Jakub Grygar maturoval v roce 1990 na gymnáziu v Lovosicích. Studoval na Husitské teologické fakultě Univerzity Karlovy obory Judaismus a Psychosociální vědy (titul magistr 1997) a na Institutu základů vzdělanosti Univerzity Karlovy obor Obecná antropologie (titul magistr 2000). Doktorské studium oboru Sociologie absolvoval na Katedře sociologie ISS FSV UK. Disertační práci zde obhájil v roce 2004. V roce 2016 se na Fakultě humanitních studií Univerzity Karlovy habilitoval v oboru Kulturní a sociální antropologie.
V současné době přednáší a vede semináře k dějinám sociální antropologie, teorii oboru a k metodologii kvalitativního výzkumu. V magisterském studijním programu Sociologie je vedoucím zaměření Sociální antropologie a kvalitativní výzkum.

## Práce a výzkum
Ve své výzkumné činnosti se Jakub Grygar dlouhodobě zabývá tématem ustavování kolektivních identit a marginalizace ve spojení s reprodukcí sociálního řádu. Terénní výzkumy prováděl v česko-polském pohraničí (Těšínsko – téma sociální paměti a jejího vztahu k proměnám lokálních a etnických identit; 2001–2004), procesy sociálního vylučování v romských lokalitách studoval ve Vsetíně (2006) a Roudnici nad Labem (2010), na polsko-běloruském pohraničí se zabýval každodenním ustavováním vnější hranice Evropské unie prostřednictvím drobného přeshraničního obchodu; 2005–2009). V letech 2015–2019 se nejprve na Etnologickém ústavu Akademie věd ČR, později na Fakultě sociálních věd Univerzity Karlovy věnoval studiu každodenního multikulturalismu a sociomateriální blízkostí v etnickém podnikání Vietnamců žijících v ČR.
Jakub Grygar pedagogicky působil na Fakultě humanitních studií Univerzity Karlovy (2001–2005), Katedře sociologie Fakulty sociálních studií Masarykovy univerzity (2005–2009) a v programu Critical Urban Studies European Humanities University ve Vilniusu (2013). Od roku 2011 je členem Katedry sociologie Institutu sociologických studií Fakulty sociálních věd Univerzity Karlovy.

## Dílo
Jakub Grygar je autorem řady publikací v českém, polském a anglickém jazyce. Veřejně publikuje od roku 1997. Mezi jeho publikace patří:
- GRYGAR J. (2016): Děvušky a cigarety. O migraci, hranicích a moci. Praha: Sociologické nakladatelství (SLON). 256 str. ISBN 978-80-7419-234-0
- GRYGAR, J. (2016): Geopolitics in the Forest: A Border of Wilderness. Cargo, 14 (1–2): 5–23. ISSN 1212-4923
- GRYGAR, J. (2013): Nové příběhy dobrého vojáka Švejka. Podrývání státu a kulturní blízkost v ukrajinsko-polském pohraničí. Sociologický časopis/ Czech Sociological Review, 49 (4): 521–548. ISSN 0038-0288
- GRYGAR J. (2010): Wenn Leute, Sachen und Geld Migrieren. Ethnografie der Reibung an der polnisch-belarussischen Grenze. In Alltag im Grenzland. Schmuggel als ökonomische Strategie im Osten Europas, ed. by Mathias Wagner and Wojciech Łukowski. Wiesbaden: VS-Verlag Sozialwissenschaften. Pp. 199–214. ISBN 978-3-531-17087-9